# Sablia grisescens
Sablia grisescens là một loài bướm đêm trong họ Noctuidae.